# Зеленоярська сільська рада (Нікольський район)
| Зеленоярська сільська рада — колишній орган місцевого самоврядування у Нікольському районі Донецької області з адміністративним центром у с. Зелений Яр. Сільській раді були підпорядковані населені пункти: - с. Зелений Яр - с. Веселе - с. Лугове - с. Садове - с. Федорівка |

## Склад ради
Рада складалася з 16 депутатів та голови.

## Керівний склад сільської ради
| ПІБ                         | Основні відомості                                                                 | Дата обрання | Дата звільнення |
| --------------------------- | --------------------------------------------------------------------------------- | ------------ | --------------- |
| Крючко Валерій Іванович     | Сільський голова, 1946 року народження, освіта, член Комуністичної партії України | 26.03.2006   | 01.12.2009      |
| Юзвінкевич Микола Вілійович | Сільський голова, 1972 року народження, освіта вища, член Партії регіонів         | 31.10.2010   |                 |

Примітка: таблиця складена за даними джерела